# NGC 15
NGC 15 ist eine Spiralgalaxie vom Typ Sa im Sternbild Pegasus am Nordsternhimmel. Sie ist schätzungsweise 290 Millionen Lichtjahre von uns entfernt und hat einen Durchmesser von ungefähr 85.000 Lichtjahren.
Das Objekt wurde am 30. Oktober 1864 vom deutschen Astronomen Albert Marth entdeckt.